# Certonotus nitidulus
Certonotus nitidulus là một loài tò vò trong họ Ichneumonidae.